# Noordlandbrug
De Noordlandbrug is een brug in het Antwerpse havengebied van het Antwerpse district Berendrecht-Zandvliet-Lillo op de rechteroever van de Schelde. De brug loopt over het Schelde-Rijnkanaal. De naam is afgeleid van de Noordlandpolder die hier vroeger lag.
De Noordlandbrug is een dubbele vakwerkbrug van het type Warren. De ene brug omvat tweemaal 2 rijvakken voor het wegverkeer (N101, Scheldelaan), de andere brug omvat een spoorlijn (spoorlijn 11). Tussen de 2 vakwerksecties is een fietspad aangelegd. De brug is 260 meter lang.
De doorvaarthoogte is 9,1 meter, en de doorvaartbreedte is 120 meter.
Albertbrug · Asiabrug · Berendrechtbrug · Boudewijnbrug · Droogdokbrug · Farnesebrug · Frederik Hendrikbrug · Kattendijkbrug · Kempischebrug · Kruisschansbrug · Lefèbvrebrug · Lillobrug · Londenbrug · Luikbrug · Meestoofbrug · Melselebrug · Mexicobrug · Nassaubrug · Noorderlaanbrug · Noordkasteelbrug · Noordlandbrug · Oosterweelbrug · Oudendijkbrug · Petroleumbrug · Royersbrug · Siberiabrug · Straatsburgbrug · Van Cauwelaertbrug · Willembrug · Wilmarsdonkbrug · Zandvlietbrug · Ophaalbrug Merksem Groot Dok · Ophaalbrug Merksem Klein Dok